# 小松清人
小松 清人（こまつ きよひと）は、日本の作詞家、作曲家、編曲家、音楽プロデューサー。所属事務所はLa Gauno。

## 略歴
- 母親がピアノ教師だったこともあり、幼少よりピアノを弾き始める。
- 中学生時代からギターに目覚め、高校ではハードロックやヘヴィメタルに傾倒し、バンド活動を始め、この頃より作曲を始める。
- 高校卒業後は音楽専門学校に入学し、ジャズやボサノバ、近代クラシックなどを聴き始める。
- 音楽専門学校卒業後はピアノ調律師として就職し、その頃より本格的に作曲活動を開始。
- 坂本龍一が主催するJ-WAVEの番組等で、曲がオンエアーされる。

## プロデュース・提供作品

### プロデュース
- WaT

### 作詞・作曲・編曲
- w-inds.
  - 「Gift」（2005年）
- Hey! Say! JUMP
  - 「ワンダーロード」（作曲は川口進と共作）（2016年）

### 作詞・作曲
- w-inds.
  - 「変わりゆく空」（2005年）
  - 「Balance」（2006年）
  - 「蝉時雨」（2006年）
- テゴマス
  - 「魔法のメロディ」（2011年）

### 作詞
- w-inds.
  - 「夏空の恋の詩」（2005年）
  - 「約束のカケラ」（2005年）
  - 「約束のカケラ〜acoustic〜」（2006年）
  - 「勿忘草」（2007年）
  - 「遠い記憶」（2007年）
  - 「Past Tense」（2008年）
  - 「Hello」（2008年）
  - 「New Day」（2008年）
  - 「Don't Give Up」（2008年）
  - 「Summer Days」（2008年）
  - 「In The Red」（2010年）
  - 「Cos Of You」（2010年）
  - 「Love or Leave」（2010年）
  - 「Now You're Gone」（2010年）
  - 「Blessings」（2023年）
- ウエンツ瑛士
  - 「Awaking Emotion 8/5」（共作詞）（2007年）
- 北口和沙
  - 「Am I Fallin' in Love?」（2009年）
  - 「I wanna be」（2009年）
- 谷村奈南
  - 「FAR AWAY」（2010年）
  - 「Believe you」（共作詞）（2010年）

### 作曲・編曲
- 乃木坂46
  - 「自分のこと」（2018年）

### 作曲
- Lyrico（露崎春女）
  - 「Tears in Christmas」（2001年）
  - 「空」（2002年）
  - 「Voice Of Grace」（2002年）
- 葉菜 with Friends
  - 「Breath a sky」（2003年）
- 柴咲コウ
  - 「かたちあるもの」（2004年）
  - 「あどけない温もり」（2005年）
- 藤木直人
  - 「fate」（2004年）
- 平原綾香
  - 「Wall」（共作曲）（2007年）
- 小柳ゆき
  - 「La VITA」（2007年）
- テゴマス
  - 「パスタ」（2010年）
  - 「ファンタジア」（2014年）
- 小嶋陽菜
  - 「Cloudy sky」（2011年）
- 田﨑あさひ
  - 「雨夜の月」（2013年）
- Thinking Dogs
  - 「もどかしいディスタンス」（2016年）
- 欅坂46
  - 「猫の名前」（2017年）
- Kis-My-Ft2
  - 「セルフィー」（2018年）